# Thomas Mann (attore)
Thomas Randall Mann, Jr. (Portland, 27 settembre 1991) è un attore statunitense.
Ha raggiunto la fama grazie alla commedia Project X - Una festa che spacca, al dramma Quel fantastico peggior anno della mia vita, e al monster movie Kong: Skull Island.

## Biografia
Mann è nato a Portland, nell'Oregon ed è cresciuto a Dallas, in Texas. Ha frequentato per un breve periodo la Plano East Senior High School, prima di trasferirsi in California a 17 anni. La carriera di Mann ha inizio nel 2009, anno del suo debutto in televisione. L'attore è apparso prima in un episodio della situation comedy iCarly e successivamente in un episodio della serie The Middle. Nell'anno successivo ha fatto il suo debutto cinematografico al fianco di Emma Roberts e Zach Galifianakis nel film 5 giorni fuori, presentato in anteprima mondiale al Toronto International Film Festival.
Nel 2012 è stato il protagonista di Project X - Una festa che spacca, film che gli ha fatto acquisire una discreta popolarità. Alle selezioni per la parte, gli fu detto che non avrebbe potuto fare il provino, i produttori infatti desideravano che i protagonisti fossero interpretati da persone senza esperienze attoriali, così da essere coerenti con lo stile falso documentario del film; tuttavia Mann ottenne comunque il ruolo dopo aver ripetuto l'audizione per sette volte. Considerato il successo della pellicola al botteghino, nello stesso anno è stato annunciato che verrà girato un sequel. Sempre nel 2012, inoltre, è apparso nel film Fun Size accanto a Victoria Justice.
Nel 2013 ha preso parte ai film Hansel & Gretel - Cacciatori di streghe, lungometraggio ispirato alla fiaba di Hänsel e Gretel; Beautiful Creatures - La sedicesima luna, adattamento cinematografico dell'omonimo romanzo; e As Cool as I Am. Nell'anno successivo ha recitato in Welcome to Me, commedia con protagonista Kristen Wiig. Nel 2015 ha preso parte ai film drammatici Quel fantastico peggior anno della mia vita e Effetto Lucifero, entrambi presentati al Sundance Film Festival 2015. Sempre nel 2015 è apparso nella pellicola d'azione Barely Lethal - 16 anni e spia. Nell'agosto dello stesso anno la rivista Variety lo ha incluso tra i 10 attori da tenere d'occhio del 2015, una lista che annualmente cita gli attori emergenti più promettenti dell'anno.

## Filmografia

### Cinema
- 5 giorni fuori (It's Kind of a Funny Story), regia di Anna Boden e Ryan Fleck (2010)
- Project X - Una festa che spacca (Project X), diretto da Nima Nourizadeh (2012)
- Fun Size, regia di Josh Schwartz (2012)
- Hansel & Gretel - Cacciatori di streghe (Hansel and Gretel: Witch Hunters), regia di Tommy Wirkola (2013)
- Beautiful Creatures - La sedicesima luna (Beautiful Creatures), regia di Richard LaGravenese (2013)
- As Cool as I Am, regia di Max Mayer (2013)
- Welcome to Me, regia di Shira Piven (2014)
- Quel fantastico peggior anno della mia vita (Me & Earl & the Dying Girl), regia di Alfonso Gomez-Rejon (2015)
- Effetto Lucifero (The Stanford Prison Experiment), regia di Kyle Patrick Alvarez (2015)
- Bastardi insensibili (The Heyday of the Insensitive Bastards), registi vari (2015)
- Barely Lethal - 16 anni e spia (Barely Lethal), regia di Kyle Newman (2015)
- Emily & Tim, regia di Eric Weber e Sean Devaney (2015)
- The Preppie Connection, regia di Joseph Castelo (2015)
- Memoria, regia di Vladimir de Fontenay e Nina Ljeti (2015)
- Smoke, regia di Simon Savelyev - cortometraggio (2015)
- Blood Father, regia di Jean-François Richet (2016)
- Some Freaks, regia di Ian McAllister McDonald (2016)
- Brain on Fire, regia di Gerard Barrett (2016)
- Kong: Skull Island, regia di Jordan Vogt-Roberts (2017)
- Amityville - Il risveglio (Amityville: The Awakening), regia di Franck Khalfoun (2017)
- Maine, regia di Matthew Brown (2018)
- Our House, regia di Anthony Scott Burns (2018)
- La seconda vita di Anders Hill (The Land of Steady Habits), regia di Nicole Holofcener (2018)
- La prova del serpente (Them That Follow), regia di Britt Poulton e Dan Madison Savage (2019)
- Highwaymen - L'ultima imboscata (The Highwaymen), regia di John Lee Hancock (2019)
- Lilli e il vagabondo (Lady and the Tramp), regia di Charlie Bean (2019)
- Marcel the Shell, regia di Dean Fleischer-Camp (2021)
- Halloween Kills, regia di David Gordon Green (2021)
- Chariot, regia di Adam Sigal (2022)
- La scelta del destino (About Fate), regia di Marius Balchunas (2022)
- Parachute, regia di Brittany Snow (2023)

### Televisione
- iCarly - serie TV, 1 episodio (2009)
- The Middle - serie TV, 1 episodio (2009)
- DCS – serie TV (2017)
- Fargo – serie TV, 1 episodio (2017)
- Drunk History – serie TV, 1 episodio (2018)
- Moonbase 8 – serie TV, 1 episodio (2020)
- Winning Time - L'ascesa della dinastia dei Lakers (Winning Time: The Rise of the Lakers Dynasty) – serie TV, 7 episodi (2022-2023)
- Lezioni di chimica (Lessons in Chemistry) – miniserie TV, 5 puntate (2023)

## Doppiatori italiani
Nelle versioni in italiano delle opere in cui ha recitato, Thomas Mann è stato doppiato da:
- Manuel Meli in Kong: Skull Island, Amityville: Il risveglio, Brain on Fire, La seconda vita di Anders Hill, Highwaymen - L'ultima imboscata, Parachute
- Emanuele Ruzza in Fargo, Lilli e il vagabondo, La scelta del destino
- Alessandro Campaiola in Hansel & Gretel - Cacciatori di streghe, Barerly Lethal - 16 anni e spia
- Alessio Puccio in 5 giorni fuori
- Mirko Cannella in Project X - una festa che spacca
- Jacopo Castagna in Beautiful Creatures - la sedicesima luna
- Lorenzo De Angelis in Quel fantastico peggior anno della mia vita
- Stefano Pozzi in ICarly
- Matteo Costantini in Marcell the Shell
- Federico Campaiola in Lezioni di chimica

## Riconoscimenti
- 2015 – Teen Choice Awards[17]
  - Candidatura alla Miglior intesa in un film con RJ Cyler per Quel fantastico peggior anno della mia vita
  - Candidatura come Miglior stella emergente in un film per Quel fantastico peggior anno della mia vita
- 2016 – Empire Award[18]
  - Candidatura al Miglior debutto maschile per Quel fantastico peggior anno della mia vita